# Conseillers généraux de la Seine-Saint-Denis (2004-2008)
Les conseillers généraux de la Seine-Saint-Denis sont au nombre de 40. 
Conformément à la loi, ils sont renouvelés par moitié tous les trois ans. Pour le mandat actuel, leur liste est définie dans l'article conseillers généraux de la Seine-Saint-Denis
Cet article est, lui, consacré à la période 2004-2008, où le conseil était présidé par Hervé Bramy.

## Exécutif départemental

### Président
Hervé Bramy est un homme politique français, né le 15 décembre 1954 au Blanc-Mesnil (Seine-Saint-Denis).
Adjoint au maire du Blanc-Mesnil depuis 1995, il est élu conseiller général du canton du Blanc-Mesnil depuis 1997, lorsque le maire Daniel Feurtet devenu député de par la nomination de Marie-George Buffet au gouvernement, puisque celui-ci est en situation de cumul des mandats.
Hervé Bramy devient président du groupe communiste au conseil général en 1998, puis président du conseil général de la Seine-Saint-Denis d'avril 2004 à mars 2008, le PS prenant la présidence cette année-là.

### 1ervice-président
Gilbert Roger (Parti socialiste) a été élu conseiller général du canton de Bondy-Sud-Est en 1988. Il est premier vice-président du conseil général de la Seine-Saint-Denis depuis 2004. 
Il est également maire de Bondy depuis 1995.
Lors du Congrès du Mans, il a rejoint le courant NPS. Puis il fut l'un des premiers soutiens de Ségolène Royal dans sa campagne interne pour l'investiture socialiste.

### 2evice-président
Pascal Popelin est un homme politique français, né le 27 février 1967 à Paris XIXe. 
Diplôme de l’Institut d'études politiques de Paris, et titulaire d'une maîtrise de droit public (juin 1989), il a aussi été l'un des meilleurs fleurettistes français au Cercle d'escrime de Livry-Gargan.
Claude Bartolone, député de la Seine-Saint-Denis et alors vice-président du Conseil général. lui offre à partir de décembre 1988, sa première expérience professionnelle, en le recrutant comme chargé de mission au conseil général de la Seine-Saint-Denis, puis il passera le concours d'attaché territorial.
Adhérent au PS depuis 1985, il devient secrétaire de la section de Livry-Gargan (1990-1994), puis premier secrétaire de la fédération socialiste de la Seine-Saint-Denis (depuis 1998), membre du Bureau et du Secrétariat national du Parti socialiste (depuis 2000).
En 1994, il est élu conseiller général du canton de Livry-Gargan. Réélu avec 65,3 % des voix en 2001, il a été président de la commission des finances et des affaires économiques (1994-1998), 9e vice-président du Conseil général (1998-2001), 7e vice-président du Conseil général (2001-2004), 2e vice-président du Conseil général (depuis le 1er avril 2004). Il est notamment chargé au sein de l’exécutif départemental de la politique en faveur des populations âgées, des personnes handicapées et des allocataires du RMI.
En juin 1995, Pascal Popelin devient adjoint au maire de Livry-Gargan dans l’équipe conduite par Alain Calmat, qui succède à son tour à Alfred-Marcel Vincent à la mairie. Réélu en 2001, il a la charge depuis onze ans des finances et des affaires économiques de cette ville.
Il est très investi dans la politique de l’eau où il exerce des responsabilités dans plusieurs organismes. Il a été investi par le PS dans la 12e circonscription, face au sortant UMP Éric Raoult, pour les législatives de 2007.

### 3evice-président
Claire Pessin-Garric (MARS-GR) a été élue en 2001 conseillère générale du canton de Montreuil-Nord et vice-présidente du Conseil général.
Elle a été aussi adjointe au maire de Montreuil-sous-Bois.

### 4evice-président
Gilles Garnier est une personnalité politique française de Seine-Saint-Denis.
Il a été élu en 2001 conseiller général du canton de Noisy-le-Sec et vice-président du Conseil général de la Seine-Saint-Denis.
Il est président du groupe communiste au conseil général.

### 5evice-président
Anne-Marie Mahéas (Parti socialiste) a été réélue conseillère générale du canton de Neuilly-sur-Marne en 2001. Elle est aussi conseillère municipale de Neuilly-sur-Marne.

### 6evice-président
Josiane Bernard a été élue en 2001 conseillère générale du canton de Bagnolet et vice-présidente du conseil général de la Seine-Saint-Denis. Elle est adjointe au maire de Bagnolet.

### 7evice-président
Didier Ségal-Saurel (app. PRG) a été élu conseiller général du canton de Pantin-Est en 2001 dans le cadre d'un accord entre le PS et les Verts. Il démissionne des Verts en 2007.

### 8evice-président
Jean-Jacques Karman est une personnalité politique française, membre du Parti communiste français née le 16 août 1946 à Aubervilliers (Seine-Saint-Denis). Il anime la tendance interne de "gauche" anti-stalinienne, la Gauche communiste.
Son père André Karman était lui aussi une personnalité politique d'Aubervilliers. Ouvrier chaudronnier de formation, il a deux fils.
Il est conseiller général de Seine-Saint-Denis depuis 1984 (succédant à son père), vice-président du conseil général, réélu en 2001. Cette même année, il présentait une liste contre le maire sortant PCF lui aussi Jack Ralite, dont il était adjoint au maire depuis 1989. Il rejoint la majorité municipale en 2003 ou 2004 et est depuis maire adjoint d'Aubervilliers. Il siège également au Conseil communautaire de Plaine Commune.
Candidat aux législatives en 2002 pour la succession de Muguette Jacquaint qui ne devait pas se représenter, en concurrence contre l'autre candidat communiste, Gilles Poux, et le socialiste Daniel Goldberg, il se maintient contre la sortante finalement soutenue par le PCF, les Verts et le PS, qui est réélue.
À l'automne 2006, il annonce son intention de briguer l'investiture du PCF pour l'élection présidentielle de 2007, pour laquelle il réalise un score proche de 1 %.

### 9evice-président
Gérard Ségura (PS) 

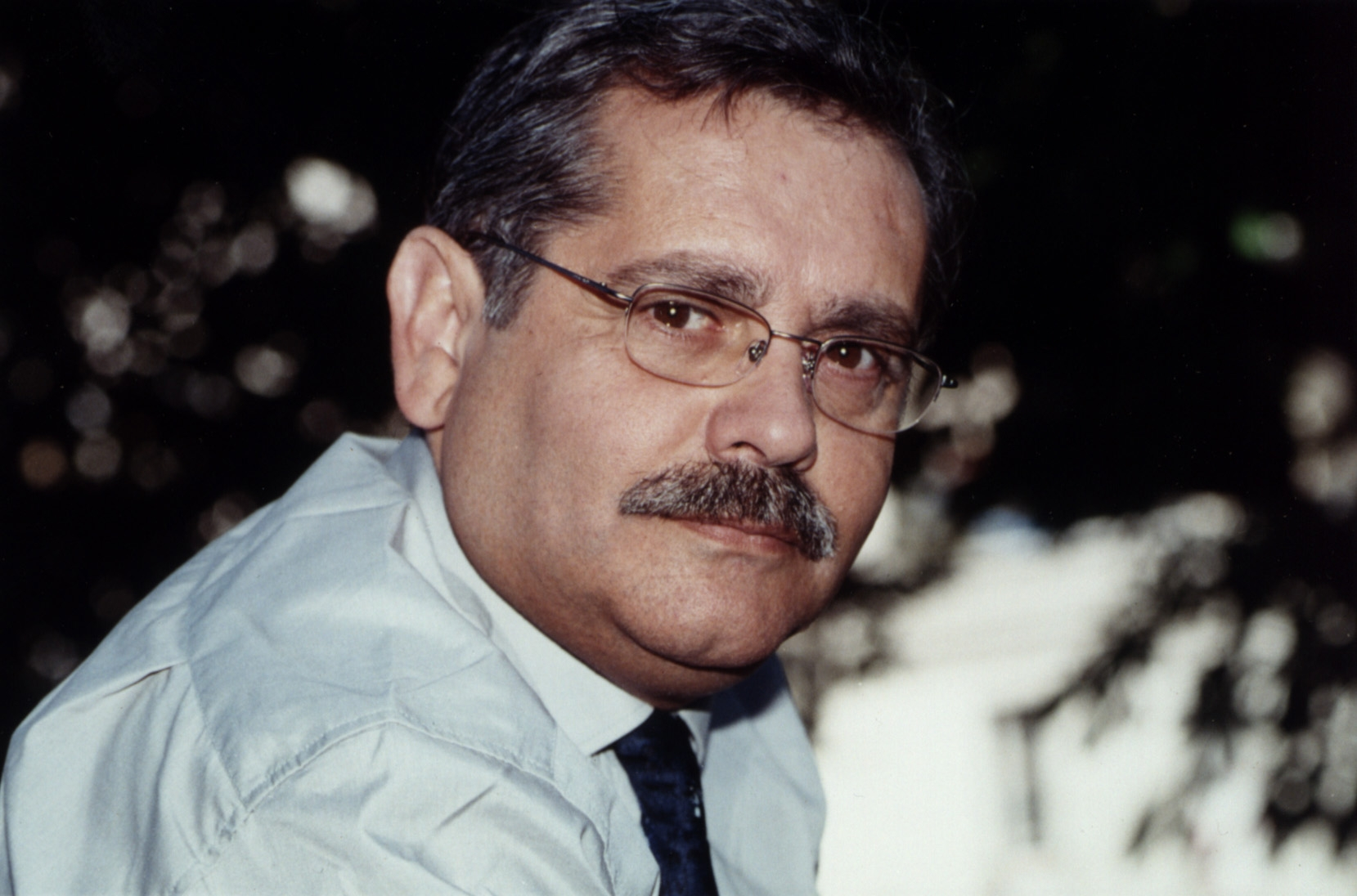
Gérard Ségura

Gérard Ségura est né en 1948 à Ammi Moussa (Algérie).
Militant à l'UNEF de 1968 à 1972, il y a exercé des responsabilités au sein de l'AGE de Sorbonne Censier. Instituteur de 1972 à 1993 il a occupé des responsabilités au Syndicat national des instituteurs jusqu'en 1983. Il adhère en 1983 à Force ouvrière où il est membre du bureau national du Syndicat National Unifié des Directeurs et Instituteurs (SNUDI FO) et secrétaire général adjoint de l'Union départementale Force Ouvrière de Seine-Saint-Denis.
Il adhère en 1986 au Parti socialiste. Membre du courant jospiniste jusqu'en 1996 il rejoint le courant de Laurent Fabius. 
Élu conseiller général (PS) du canton d'Aulnay-sous-Bois-Nord en 1998 il succède à Gérard Gaudron (conseiller général sortant UMP et 1er adjoint du maire UMP Jean-Claude Abrioux). Réélu en 2004 conseiller général du canton nord d'Aulnay sous Bois contre Gérard Gaudron (entretemps élu maire d'Aulnay-sous-Bois), il devient vice-président du conseil général de la Seine-Saint-Denis.
Il y est chargé de la Politique de la Ville, de l'Aménagement Urbain et du Logement.
Il est élu conseiller municipal d'Aulnay-sous-Bois en 2001 et préside le groupe d'opposition.
Il a été investi par le PS pour les élections législatives de 2007 dans la 10e circonscription de la Seine-Saint-Denis  et fut battu au deuxième tour par le candidat UMP Gérard Gaudron.
Il est élu maire d'Aulnay-sous-bois en 2008, battant son adversaire des législatives de juin 2007, Gérard Gaudron (UMP).

### 10evice-président
Jean-Charles Nègre est une personnalité politique française de Seine-Saint-Denis.
Conseiller municipal de Montreuil-sous-Bois, il a été élu le 20 octobre 2002 conseiller général du canton de Montreuil-Est à la suite de l'annulation le 29 juillet 2002 de l'élection du conseiller général Verts Michel Poirier. Il est vice-président du conseil général de la Seine-Saint-Denis.

### 11evice-président
Emmanuel Constant est une personnalité politique française, né le 17 mars 1968 à Gourdon. Il est membre du PS.
Il a été réélu conseiller général du canton de Noisy-le-Grand en 2004. Il est vice-président du Conseil général de Seine-Saint-Denis, délégué aux sports et à la jeunesse.
Il est également adjoint au maire de Noisy-le-Grand, délégué à l'enfance et aux affaires sociales.

### 12evice-président
Ronan Kerrest (PCF) a été élu en 2001 conseiller général du canton de Saint-Denis-Sud. Il est chargé des affaires financières, de la santé, l'éducation à la santé et à la prévention. Avec Gilbert Roger, il représente le conseil général au Conseil d'administration de l'Assistance publique - hôpitaux de Paris. Il fut maire-adjoint de l'Île-Saint-Denis de 1995 à 2001 et est conseiller municipal d'opposition depuis 2001.

## Élus par groupe politique

### Groupe Socialiste et Verts
15 membres, dont les vice-présidents Gilbert Roger, Pascal Popelin, Anne-Marie Mahéas, Didier Ségal-Saurel, Gérard Ségura, Emmanuel Constant (voir plus haut).

Président du groupe: Daniel Guiraud 

#### Daniel Guiraud
Daniel Guiraud est membre du Parti socialiste.
Militant associatif (notamment pour la défense des locataires) et politique, il a été élu maire des Lilas en mars 2001 en battant la liste de droite sortante. En mars 2004, il est élu conseiller général du Canton des Lilas; il devient président du groupe des élus socialistes.
Marié et père de trois enfants, il est diplômé d’études supérieures spécialisées en droit public et en sciences politiques. 
Président de l’association de promotion du prolongement de la ligne 11 du métro depuis 2003.
D'abord membre de la Gauche socialiste, il se rallie en 1998 aux amis de Laurent Fabius en devenant collaborateur de Claude Bartolone.

#### Evelyne Yonnet
Evelyne Yonnet est une personnalité politique française de Seine-Saint-Denis, membre du Parti socialiste.
Adjoint au maire d'Aubervilliers, elle a été élue conseillère générale de la Seine-Saint-Denis du canton d'Aubervilliers-Est.
Point de vue, le blog d'Evelyne Yonnet http://evelyneyonnet.wordpress.com

#### Michel Fourcade
Michel Fourcade (PS) a été élu conseiller général du canton de Pierrefitte-sur-Seine en 2004 face à la candidate communiste sortante et maire de Pierrefitte-sur-Seine Catherine Hanriot.

#### Bertrand Kern
Bertrand Kern est une personnalité politique française, membre du PS, né le 4 février 1962 à Belfort. 
Suppléant de Claude Bartolone, il devient député le 1er mai 1998 (jusqu'au 18 juin 2002) quand ce dernier est nommé ministre du gouvernement Lionel Jospin.
En 1998, il a été élu conseiller général du canton de Pantin-Ouest, puis réélu au premier tour en 2004.
En 2001, il a été élu maire de Pantin (Seine-Saint-Denis), dont le maire sortant Jacques Isabet était communiste. Il est réélu au premier tour en 2008.

#### Manuel Martinez
Manuel Martinez est une personnalité politique française, membre du PS.
Il a été élu conseiller général du canton de Montreuil-Ouest en 2004 en bénéficiant du désistement de la sortante communiste Catherine Puig.

#### Serge Méry
Serge Méry est une personnalité politique française, membre du PS depuis 1968.
Vice-président du Conseil régional d'Île-de-France chargé des transports, il est une personne clés de l'exécutif régional et du Syndicat des transports d'Île-de-France.
Il a été réélu conseiller régional en 2004. Il a été membre du conseil municipal d'Epinay de 1977 à 2001.
Conseiller général du canton d'Épinay-sur-Seine depuis 1998[réf. nécessaire], il a été réélu en 2004 contre le maire de la ville, malgré un premier tour difficile.
Chevalier dans l'Ordre de la Légion d'Honneur

#### Sylvine Thomassin
Sylvine Thomassin est une personnalité politique française de Seine-Saint-Denis, membre du Parti socialiste.
Adjoint au maire de Bondy, elle a été élue en 2001 conseillère générale de la Seine-Saint-Denis du canton de Bondy-Nord-Ouest.
Elle représenta de nombreuses fois son parti aux élections sur la commune de Drancy.

#### Stéphane Troussel

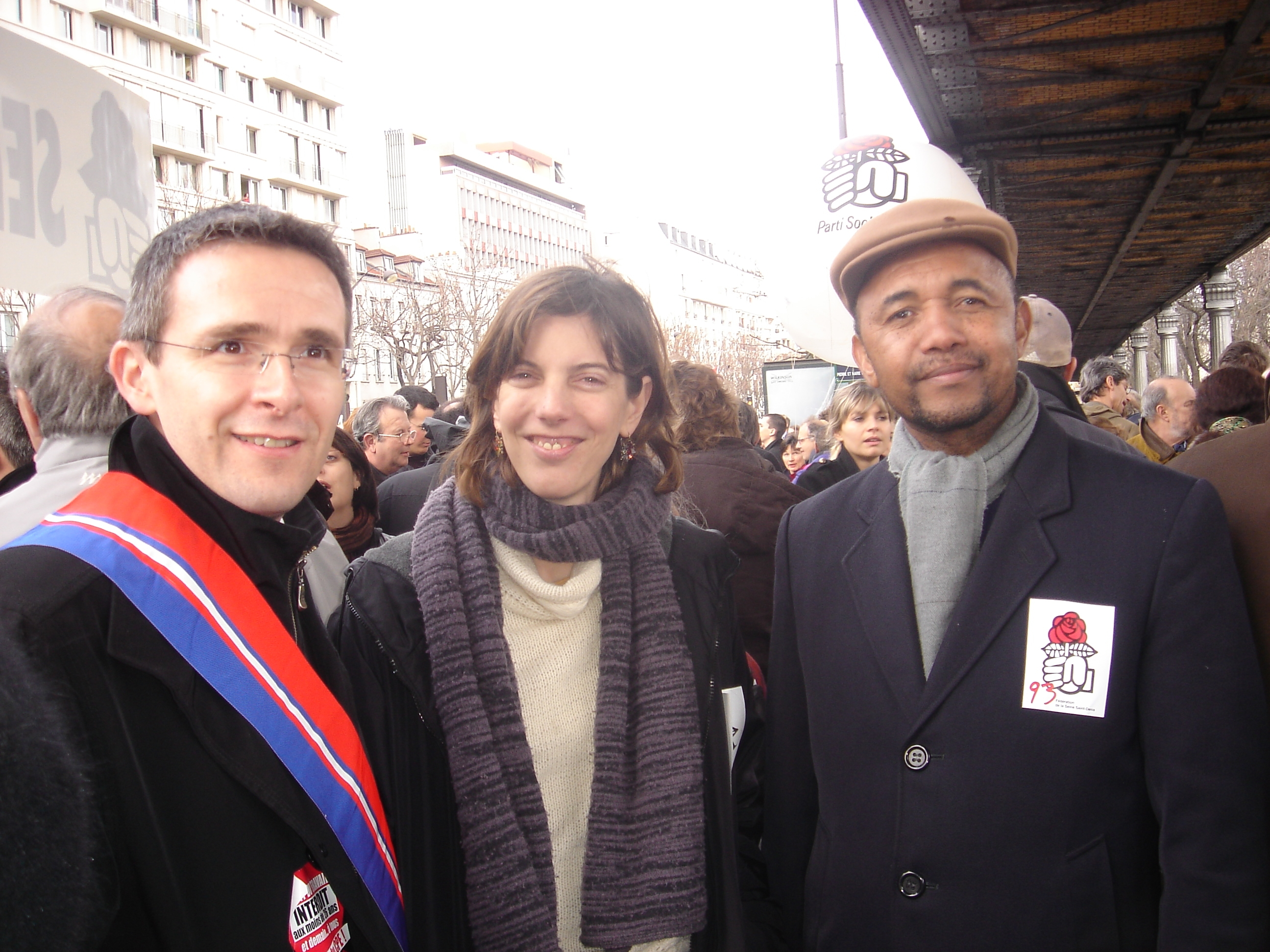
Stéphane Troussel (à gauche) en manifestation à Paris contre le CPE

Stéphane Troussel est né le 7 avril 1970 à Saint-Denis. Il habite depuis toujours à La Courneuve. Il est fonctionnaire territorial.
Il a milité à SOS Racisme puis à l'UNEF-ID.Après avoir été membre d'associations sportives ou culturelles, il est maintenant membre d'une association de parents d'élèves et de consommateurs.
Adhérent au PS depuis 1993, il est membre du courant Gauche socialiste, avant de rallier les amis de Laurent Fabius  au moment de son soutien au non dans le referendum sur le traité constitutionnel européen. 
Il est élu Conseiller municipal de La Courneuve en 1995 sur une liste d'union de la gauche. Il a été nommé adjoint au maire chargé de la petite enfance en 2001 auquel s'ajoute depuis 2004 la population.
Il a été élu conseiller général du canton de La Courneuve  en 2004 face à la candidate communiste sortante et a été désigné pour conduire une liste PS-Verts-PRG-MRC aux municipales 2008.

#### Corinne Valls
Corinne Valls est une personnalité politique française de gauche.
Militante d'abord au PCF, elle est adjointe au maire de Romainville (Seine-Saint-Denis) Robert Clément qui lui cède son siège en 1998. 
Elle a été élue conseillère générale du canton de Romainville en mars 2004, où Robert Clément ne se représentait pas. Elle siège dans le groupe PS-Verts au conseil général. Elle fait partie des élus Verts.
Président du groupe : Daniel Guiraud
- 13 élus PS (Parti socialiste (France))
- 2 élus Verts (Les Verts)

### Groupe Union pour la Seine-Saint-Denis
10 membres, dont 8 élus UMP, 1 élue apparentée UMP, 1 élu UDF (Union pour la démocratie française).
Président du groupe : Michel Teulet

#### Michel Teulet
Michel Teulet a été réélu conseiller général du canton de Gagny en 2004.
Il est aussi maire de Gagny depuis 1995.

#### Jean-Michel Bluteau
Jean-Michel Bluteau est élu conseiller général du canton de Villemomble lors des élections cantonales partielles qui se sont tenues les 14 et 21 octobre 2007, à la suite de l'élection de son prédécesseur, Patrice Calméjane, comme député de la huitième circonscription de la Seine-Saint-Denis.
Né le 13 août 1972 au Raincy, il est maire-adjoint de Villemomble, dont il est conseiller municipal depuis 1995.
Blog : http://jean-michelbluteau.fr/

#### Claude Capillon
Claude Capillon a été élu conseiller général du canton de Rosny-sous-Bois en 2004, le sortant et maire Claude Pernès ne se représentant pas.

#### Vincent Capo-Canellas
Vincent Capo-Canellas est une personnalité politique française, membre de l'UDF puis du Nouveau Centre, né le 4 mai 1967 à Nîmes (Gard).
Il a été élu maire du Bourget en 2001.
Le 23 mars 2003, il a été élu conseiller général du canton du Bourget, à la suite de la démission de Jean-Christophe Lagarde, député-maire de Drancy pour cause de cumul des mandats.

#### Raymond Coënne
Raymond Coënne est une personnalité politique française, membre de l'UMP.
Maire de Coubron (Seine-Saint-Denis) depuis 1990 (succédant à son cousin Jean Corlin), il a été réélu conseiller général du canton de Montfermeil en 2004 lors d'une triangulaire.

#### Katia Coppi
Katia Coppi (apparentée à l'UMP) a été élue conseillère générale du Canton des Pavillons-sous-Bois en novembre 2004, à la suite de la démission du titulaire Philippe Dallier, élu sénateur.
Elle est aussi adjoint au maire des Pavillons-sous-Bois.

#### Pierre Facon
Pierre Facon, né le 20 janvier 1957, est une personnalité politique française, membre de l'UMP.
Il a été élu conseiller général du canton de Neuilly-Plaisance en 2001.
Blog : http://www.pierre-facon.fr/

#### Michel Lacroix
Michel Lacroix (UMP) a été élu conseiller général du canton d'Aulnay-sous-Bois-Sud en 2001.

#### Stéphane Salini
Stéphane Salini (né le 21 novembre 1970 à Le Blanc Mesnil 93) est une personnalité politique française, membre de l'UMP.
Conseiller municipal à Drancy
En 2004, il est élu conseiller général du canton de Drancy, sur lequel le sortant communiste Gilbert Conte ne représentait pas.

#### Ludovic Toro
Ludovic Toro (né le 16 février 1959 à Paris) est médecin généraliste à Coubron. Il est président de "Coubron santé" qui regroupe tous les professionnels de santé de la ville et également de l'association "Santé 93".
Il est conseiller municipal de Coubron. Il est également depuis 2002 le suppléant d'Éric Raoult, député de la 12e circonscription de Seine-Saint-Denis.
Il a été élu conseiller général en 2004 dans le Canton du Raincy. En 2008, il prend la présidence du groupe UMP.

### Groupe communiste, apparentés et citoyen
Le groupe compte 7 élus PCF, 1 élu apparenté PCF, 1 élue MARS-GR (MARS - Gauche républicaine), dont le président du conseil général, Hervé Bramy, et les vice-présidents Claire-Pessic-Garric, Gilles Garnier, Josiane Bernard, Jean-Jacques Karman, Jean-Charles Nègre. 

Président du groupe : Gilles Garnier

#### Azzedine Taïbi
Azzedine Taïbi a été élu conseiller général du canton de Stains en 2001.
Il est aussi adjoint au maire de Stains.

#### Abdel-Majid Sadi

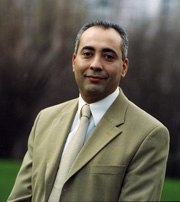
Abdel-Madjid Sadi

Abdel-Madjid Sadi est un homme politique français, apparenté PCF, né en 1962 à La Courneuve.
Conseiller municipal puis adjoint au maire de Bobigny depuis 1995, puis premier adjoint. Il a été élu conseiller général du canton de Bobigny en 2001.

#### Jacqueline Rouillon-Dambreville
Jacqueline Rouillon-Dambreville est une personnalité politique française, membre du PCF.
Militante au PCF et maire de Saint-Ouen (Seine-Saint-Denis), elle a été élue conseillère générale du canton de Saint-Ouen, où Jean-Pierre Heinen ne se représentait pas.

### Groupe communiste et citoyen pour une alternative à gauche
Président du groupe : Pierre Laporte
Le groupe compte 5 élus PCF et 1 élue apparentée PCF, dont le vice-président Ronan Kerrest (voir plus haut).

#### Stéphane Gatignon
Stéphane Gatignon est un homme politique français, né le 25 août 1969 à Argenteuil.
Maire (depuis mars 2001) et conseiller général (depuis mars 2004) du canton de Sevran en Seine-Saint-Denis. Communiste, il succéda à Jacques Oudot (droite) à la tête d'une liste de rassemblement de la gauche le 18 mars 2001.

#### Florence Haye
Florence Haye est une personnalité politique française, membre du PCF.
Militante au PCF, elle fut une collaboratrice de Patrick Braouezec, avant de se présenter et d'être élue en mars 2004 conseillère générale du canton de Saint-Denis-Nord-Ouest, où Claudie Gillot-Dumoutier ne se représentait pas. 

#### Pierre Laporte
Pierre Laporte est maire adjoint aux affaires de Tremblay-en-France, il a été élu conseiller général du canton de Tremblay-en-France en 1998.

#### Didier Paillard
Didier Paillard, né le 1er décembre 1954 à Saint-Denis est un homme politique français.
Ex-premier adjoint, Didier Paillard est le maire actuel de Saint-Denis depuis le 11 décembre 2004, à la suite de la démission de Patrick Braouezec qui a pris la présidence de la communauté d'agglomération Plaine Commune le 11 janvier 2005.
Membre du Parti communiste français, il est également conseiller général du canton de Saint-Denis-Nord-Est, réélu en 2001.

#### Nelly Rolland Irriberry
Nelly Rolland Iriberry est une personnalité politique française, apparentée PCF.
Conseillère municipale de Villepinte, elle a été élue en mars 2004 conseillère générale du canton de Villepinte, face à l'UMP sortant Charles Vayssié.